# Бећарски данак
Бећарски данак у Србији је, за прве владе кнез Милоша, била врста непосредног пореза које се убирао од неожењених лица без самосталне привредне делатвости.
Наплаћивао се углавном по градовима од момака запослених у хановима, коњушара по мензиланама (поштанским станицама) и др. Укупан финансијски ефекат је био незнатан.
Године 1839. у Београдској нахији убрано је 1.406 гроша од 276 лица. У Пожаревачкој нахији било је само 105 обвезника.
Тек почетком педесетих година 19. века, обраћа се већа пажња на овај данак. Плаћале су га и трговачке калфе, које су имале, поред стана и хране, 100—200 талира годишње плате. На приход од 100 талира порез је износио 6 цванцика годишње, на 120 талира 9 цванцика и даље прогресивно. Овим данком су оптерећена и нежењена лица која су напустила своју радњу и ступила у службу код другог. Бећарски данак укинут је 1864.. кад је изведена пореска реформа.